# Callulops mediodiscus
Espèce
Callulops mediodiscus est une espèce d'amphibiens de la famille des Microhylidae.

## Répartition
Cette espèce est endémique de la province des Hautes-Terres méridionales en Papouasie-Nouvelle-Guinée. 

## Publication originale
- Oliver, Richards & Tjaturadi, 2012 : Two new species of Callulops (Anura: Microhylidae) from montane forests in New Guinea. Zootaxa, no 3178, p. 33-44